# Fly Like a Bird
Fly Like a Bird ist ein Lied der US-amerikanischen Sängerin Mariah Carey aus ihrem zehnte Musikalbum The Emancipation of Mimi (2005). Das Lied wurde von ihr und James "Big Jim" Wright geschrieben und produziert. Es wurde am 3. April 2006 als letzte Single des Albums veröffentlicht. Im Lied spricht die Protagonistin zu Gott: „Fly like a bird, take to the sky, I need you now Lord, carry me high!“

## Hintergrund
Carey schrieb das Lied und komponierte die Melodie, während Wright sich mit der Liedstruktur befasste. Carey schrieb später den Rest des Liedes und fragte ihren Pastor, Clarence Keaton, ob er im Lied sprechen kann. Keaton sagte zu und sprach aus der Bibel: „Weeping may endure for the night, but joy comes in the morning.“ Carey bezeichnete das Lied als „ihr Lieblingslied aus dem Album, da es eine sehr spirituelle Botschaft enthält.... Und ich fühlte, die Botschaft war wichtig und musste unbedingt auf diesem Album enthalten sein, darum befindet sich das Lied auch erst an letzter Stelle des Albums. Es ist das Beste, wenn man die Botschaft erst am Ende erfährt und dann den Spirituellen Moment ausleben kann.“
Das Billboard Magazin bezeichnete das Lied als einen „Klassiker“ und beschrieb es als „weiteren Karriere Hit für Carey.“

## Veröffentlichung
Am 3. April 2006 wurde Fly Like a Bird in den Vereinigten Staaten als Single veröffentlicht und sofort zu den amerikanischen Radiostationen geschickt. Fly Like a Bird schaffte es nicht in die Billboard Hot 100, stattdessen aber auf Platz 19 in den Hot-R&B-/Hip-Hop-Charts und erreichte für sechs Wochen Platz 1 der Hot Adult R&B Airplay Charts. In den amerikanischen R&B-/Hip-Hop-Charts erwies sich Fly Like a Bird als langlebig und verbrachte über ein Jahr in den Charts.
Für das Lied nahm Carey auch eine Remixversion mit Kanye West und Melonie Daniels auf, welche aber nicht veröffentlicht wurde. Die Remixversion samplet Earth, Wind & Fires Lied Keep Your Head to the Sky. Tracy Young und Maurice Joshua produzierten die Remixversion.
Bei den Grammy Awards 2006 führte Carey ein Medley aus We Belong Together und Fly Like a Bird vor. Carey sang das Lied auch bei Idol Gives Back von American Idol am 9. April 2008. Während des Auftrittes spielte Randy Jackson die Bassgitarre. Dieser Live-Auftritt wurde später bei iTunes als Single veröffentlicht.

## Titelliste
1. "Fly Like a Bird" – 3:53
2. "My Saving Grace" (aus dem Album Charmbracelet) – 4:10

## Charts
| Chart (2006)                                  | Peak position |
| --------------------------------------------- | ------------- |
| U.S. Billboard Bubbling Under Hot 100 Singles | 4             |
| U.S. Billboard Hot 100 Airplay                | 66            |
| U.S. Billboard Hot R&B/Hip-Hop Songs          | 19            |